# Evisceration Plague
Evisceration Plague jedanaesti je studijski album američkog death metal-sastava Cannibal Corpse. Album je 2. veljače 2009. godine objavila diskografska kuća Metal Blade Records.

## Popis pjesama
1. "Priests of Sodom" - 3:31
2. "Scalding Hail" - 1:46
3. "To Decompose" - 3:03
4. "A Cauldron of Hate" - 5:43
5. "Beheading and Burning" - 2:15
6. "Evidence in the Furnace" - 2:48
7. "Carnivorous Swarm" - 3:36
8. "Evisceration Plague" - 4:30
9. "Shatter Their Bones" - 3:35
10. "Carrion Sculpted Entity" - 2:33
11. "Unnatural" - 2:22
12. "Skewered from Ear to Eye" - 3:49

## Zasluge
Cannibal Corpse
- George "Corpsegrinder" Fisher - vokali
- Pat O'Brien - gitara, glazba (pjesme 3., 7.)
- Rob Barrett - gitara, tekstovi (pjesma 9.), glazba (pjesme 2., 9.)
- Alex Webster - bas-gitara, tekstovi (pjesme 1., 2., 4. – 6., 8., 11. – 12.), glazba (pjesme 1., 2., 4. – 6., 8., 11. – 12.)
- Paul Mazurkiewicz - bubnjevi, tekstovi (pjesme 3., 7., 10.), glazba (pjesma 10.)

Ostalo osoblje
- Shawn Ohtani - dodatni inženjer zvuka
- Vincent Locke - omot albuma
- Brian Elliott - dodatni inženjer zvuka
- Erik Rutan - inženjer zvuka, miks, produkcija, glavna gitara (pjesma 11.)
- Brian Ames - dizajn
- Alan Douches - mastering
- Alex Solca - fotografije